# Claude
Claude（クロード）とは、Anthropic社が開発した大規模言語モデルを用いた対話型生成AIである。2023年3月14日に一般公開され、以降複数のバージョンがリリースされている。
2024年3月に公開されたClaude 3 OpusはメンサのIQテストでIQスコア101を記録した。「フレンドリーで熱心な同僚」をコンセプトの一つとしている。

## 概要
Anthropic社は、数あるAI企業の中でも特に倫理的なアプローチを重視しており、本AIが善悪を見極め適切なやり取りを行えるようにするために、「憲法AI（Constitution AI）」と呼ばれる原則をシステムとして搭載している。
「憲法AI」の原則は国連の世界人権宣言やGoogle DeepMindなど他のAI企業が提案するガイドラインを基に構成されており、生命、自由、個人の安全を尊重し、不適切、無神経、嫌悪感を与えるコンテンツを避けるよう設計されている。Claudeは、人間からの直接のフィードバックの代わりに、これらの原則に基づいて別のAIモデルが生成した回答例を使用して訓練されている。

## モデル

### Claude
2023年3月14日に公開された最初のモデル。「有益かつ正直で無害なAIアシスタント」としてAnthropic社によって開発された。

### Claude 2
2023年7月11日に公開。パフォーマンスと安全性が向上し、より長い回答を生成できるようになった。また、Claude 1.3の米国司法試験の選択問題の正答率が73%だったのに対し、Claude 2では76.5%に向上し、北米の大学院進学試験であるGREの読解・作文テストで上位10%の成績を収めた。
また、2024年1月16日にLifePromptが日本の大学入学共通テストを３つの生成AI（GPT-4、Bard、Claude 2）に受験させる実験を行ったところ、GPT-4が合計得点率66%で7科目中数学1A、数学2B以外の5科目で受験者平均得点率を上回ったのに対し、Claude 2は合計得点率51%で英語リーディング、世界史、日本史の科目で受験者平均得点率を上回り、Bardは合計得点率43%であり英語リーディング以外の全ての科目と合計得点率で受験者平均得点率を下回る結果となった。

### Claude 3
2024年3月4日に公開。上位からOpus、Sonnet、Haikuの3種類がある。
テレビ番組のプロデューサーのマキシム・ロットがノルウェーのメンサのIQテストを実施したところIQ101を記録した。これによってClaude 3 Opusはマキシム・ロットが試した中では一般公開されたAIとしてIQ100を超えた最初のAIになった。なお、この調査は専門家による論文発表ではなく、非専門家のテレビ番組プロデューサーがブログに書いた内容である。
| AI              | IQスコア | 35問中の平均正答数 | ランダム回答に勝つ確率 |
| --------------- | -------- | ------------------ | ---------------------- |
| Claude 3 Opus   | 101      | 18.5               | 99.999999%+            |
| ChatGPT-4       | 85       | 13                 | 99.9986%               |
| Claude 2        | 82       | 12                 | 99.9911%               |
| Bing Copilot    | 79       | 11                 | 99.9314%               |
| Gemini(normal)  | 77.5     | 10.5               | 99.8212%               |
| Gemini Advanced | 76       | 10                 | 99.5894%               |
| Grok            | 68.5     | 7.5                | 87.9402%               |
| Llama-2(Meta)   | 67       | 7                  | 80.3278%               |
| Claude          | 64       | 6                  | 56.3155%               |
| ChatGPT-3.5     | 64       | 6                  | 56.3155%               |
| Grok Fun        | 64       | 6                  | 56.3155%               |
| ランダム回答    | 63.5     | 5.8333             | 50%                    |

### Claude 3.5

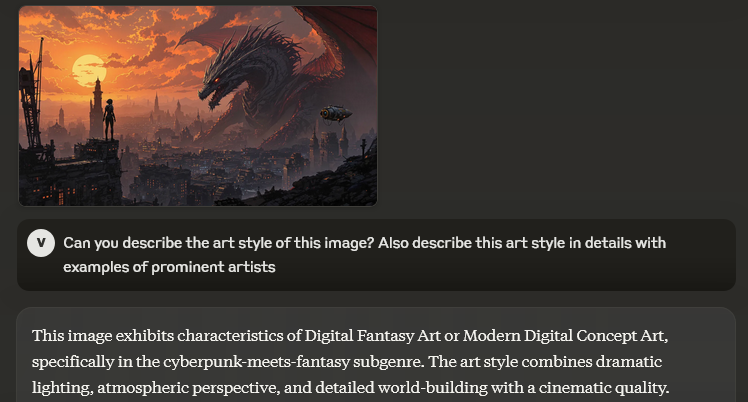
Claude 3.5 Sonnetの出力例

2024年6月21日に中位モデルの Claude 3.5 Sonnet を発表した。上位モデルの Opus と下位モデルの Haiku も後日リリース予定。Claude 3 の最上位モデル Claude 3 Opus の2倍の速度で動作し、ベンチマークスコアは中位モデルでありながら Claude 3 Opus を上回った。開発している Anthropic はベンチマークスコアの平均点において、Claude 3.5 Sonnet は GPT-4o や Gemini 1.5 Pro を上回っていると主張している。

### Claude 3.7
2025年2月24日に推論モードを備えた Claude 3.7 Sonnet の提供が開始された。拡張思考モードでは、Claudeの思考プロセスを未加工の状態でユーザーが確認できる。

### Claude 4
2025年5月22日に開発者会議「Code with Claude」において Claude Opus 4 と Claude Sonnet 4 が発表された。上位モデルのOpus 4では、数千ステップに及ぶ複雑なタスクを数時間かけて自律的に実行できる。記憶能力の向上により、「ビデオゲームを24時間以上プレイし攻略ガイドを作成する」といったタスクも可能となる。Anthropicはこれを「アシスタントから真のエージェントへの進化」であると述べた。

## 利用事例

### Slack
2023年3月30日、Anthropic社はClaudeのSlackアプリをリリースしたことを発表した。「フレンドリーで勤勉な同僚」として、Claudeが企業において生産性を向上させコミュニケーションを助ける「バーチャルチームメイト」としての役割を果たすことができると紹介された。

### Zoom
2023年5月16日、ZoomはAnthropicと戦略的提携を発表し、同社の製品にClaudeチャットボットが導入されていくことが決まった。また同時に、Zoom Venturesを通じてAnthropicへの出資も行われた。Claudeは顧客サービス職や営業職の役割を担うことも可能であり、文書の解析とそれに関する質問への回答、検索の実行、コーチング、メールの返信支援、更には重要な複数のタスクに優先順位を付けるような管理業務も実行でき、顧客サービス対応改善に利用されつつ、より多くの生成AI機能の導入機会を模索している。